# Dahira falcata
Dahira falcata là một loài bướm đêm thuộc họ Sphingidae. Loài này có ở Miến Điện, Thái Lan, Malaysia và Indonesia.